# 安得
安得（？—75年），东汉时车师後部王。
永平十七年（74年）十一月，汉明帝派奉车都尉窦固、驸马都尉耿秉出敦煌郡昆仓塞，进攻西域。在蒲类海边打败了白山的北匈奴军，进军攻打车师。车师前王是车师后王的儿子，两个王庭相距五百余里。车师后王安得震惊恐慌，便走到城外迎接耿秉，摘去王冠，抱住马足投降。耿秉带他去拜见窦固。车师前王也投降。平定车师，大军回国。汉明帝将陈睦任命为西域都护。永平十八年（75年）二月，窦固等返回京城洛阳。北匈奴单于派左谷蠡王率领两万骑兵进攻车师。匈奴打败车师后王安得，将他杀死。